# Trinitasia iheringi
Trinitasia iheringi is een tweekleppigensoort uit de familie van de Mactridae. De wetenschappelijke naam van de soort is voor het eerst geldig gepubliceerd in 1897 door Dall.